# Július Sabo
Pour les articles homonymes, voir Sabo.
Július Sabo est un joueur de volley-ball slovaque né le 21 janvier 1983 à Detva. Il mesure 2,07 m et joue central.

## Clubs
| Club                        | Pays      | De        | À             |
| --------------------------- | --------- | --------- | ------------- |
| Sportova Skola Trencin      | Slovaquie | 2000-2001 | 2000-2001     |
| Volley Trévise              | Italie    | 2001-2002 | 2001-2002     |
| Hypo Tirol Innsbrück        | Autriche  | 2002-2003 | 2004-2005     |
| Bassano Volley              | Italie    | 2005-2006 | 2006-2007     |
| Materdomini Volley          | Italie    | 2007-2008 | 2007-2008     |
| Pallavolo Città di Castello | Italie    | 2008-2009 | 2009-2009     |
| Pallavolo Padoue            | Italie    | 2009-2010 | Novembre 2011 |

## Palmarès
- Championnat d'Autriche :
  - Vainqueur : 2005.
- Coupe d'Autriche :
  - Vainqueur : 2005.